# Liste der Regierungschefs des Libanon
Dieser Artikel listet die Premierminister des Libanon. Nach einer ungeschriebenen Regel aus dem 1943 geschlossenen Nationalen Pakt muss der Premierminister ein sunnitischer Muslim sein.

## Vor der Unabhängigkeit
| Name                    | Amtsantritt        | Amtsende           |
| ----------------------- | ------------------ | ------------------ |
| Auguste Adib Pacha      | 31. Mai 1926       | 5. Mai 1927        |
| Béchara el-Khoury       | 5. Mai 1927        | 10. August 1928    |
| Habib Pacha es-Saad     | 10. August 1928    | 9. Mai 1929        |
| Béchara el-Khoury       | 9. Mai             | 11. Oktober 1929   |
| Émile Eddé              | 11. Oktober 1929   | 25. März 1930      |
| Auguste Adib Pacha      | 25. März 1930      | 9. März 1932       |
| Charles Debbas          | 9. März 1932       | 29. Januar 1934    |
| Abdallah Beyhum         | 29. Januar 1934    | 30. Januar 1936    |
| Ayub Thabit             | 30. Januar 1936    | 5. Januar 1937     |
| Kheireddine el-Ahdab    | 5. Januar 1937     | 18. März 1938      |
| Chalid Schihab          | 18. März           | 24. Oktober 1938   |
| Abdullah Aref al-Yafi   | 24. Oktober 1938   | 21. September 1939 |
| Abdallah Beyhum         | 21. September 1939 | 4. April 1941      |
| Alfred Georges Naccache | 7. April           | 26. November 1941  |
| Ahmed Daouk             | 1. Dezember 1941   | 26. Juli 1942      |
| Sami Solh               | 26. Juli 1942      | 22. März 1943      |
| Ayub Thabit             | 22. März           | 21. Juli 1943      |
| Petro Trad              | 1. August          | 25. September 1943 |

## Nach der Unabhängigkeit
| Name                                        | Amtsantritt        | Amtsende           |
| ------------------------------------------- | ------------------ | ------------------ |
| Riad as-Solh                                | 25. September 1943 | 10. Januar 1945    |
| Abdul Hamid Karami                          | 10. Januar         | 20. August 1945    |
| Sami Solh                                   | 23. August 1945    | 22. Mai 1946       |
| Saadi Mounla                                | 22. Mai            | 14. Dezember 1946  |
| Riad as-Solh                                | 14. Dezember 1946  | 14. Februar 1951   |
| Hussein al-Oweini                           | 14. Februar        | 7. April 1951      |
| Abdullah Aref al-Yafi                       | 7. April 1951      | 11. Februar 1952   |
| Sami Solh                                   | 11. Februar        | 9. September 1952  |
| Nazem Akkari                                | 10.                | 14. September 1952 |
| Saeb Salam                                  | 14.                | 18. September 1952 |
| Abdullah Aref al-Yafi                       | 24.                | 30. September 1952 |
| Chalid Schihab                              | 1. Oktober 1952    | 1. Mai 1953        |
| Saeb Salam                                  | 1. Mai             | 16. August 1953    |
| Abdullah Aref al-Yafi                       | 16. August 1953    | 16. September 1954 |
| Sami Solh                                   | 16. September 1954 | 19. September 1955 |
| Raschid Karami                              | 19. September 1955 | 20. März 1956      |
| Abdullah Aref al-Yafi                       | 20. März           | 18. November 1956  |
| Sami Solh                                   | 18. November 1956  | 20. September 1958 |
| Chalil al-Hibri                             | 20.                | 24. September 1958 |
| Raschid Karami                              | 24. September 1958 | 14. Mai 1960       |
| Ahmed Daouk                                 | 14. Mai            | 1. August 1960     |
| Saeb Salam                                  | 2. August 1960     | 31. Oktober 1961   |
| Raschid Karami                              | 31. Oktober 1961   | 20. Februar 1964   |
| Hussein al-Oweini                           | 20. Februar 1964   | 25. Juli 1965      |
| Raschid Karami                              | 25. Juli 1965      | 9. April 1966      |
| Abdullah Aref al-Yafi                       | 9. April           | 2. Dezember 1966   |
| Raschid Karami                              | 7. Dezember 1966   | 8. Februar 1968    |
| Abdullah Aref al-Yafi                       | 8. Februar 1968    | 15. Januar 1969    |
| Raschid Karami                              | 15. Januar 1969    | 13. Oktober 1970   |
| Saeb Salam                                  | 13. Oktober 1970   | 25. April 1973     |
| Amin al-Hafez                               | 25. April          | 21. Juni 1973      |
| Takieddine Solh                             | 21. Juni 1973      | 31. Oktober 1974   |
| Rachid Solh                                 | 31. Oktober 1974   | 24. Mai 1975       |
| Nureddin Rifai                              | 24. Mai            | 30. Juni 1975      |
| Raschid Karami                              | 1. Juli 1975       | 8. Dezember 1976   |
| Selim al-Hoss                               | 8. Dezember 1976   | 20. Juli 1980      |
| Takieddine Solh                             | 20. Juli           | 25. Oktober 1980   |
| Schafiq al-Wazzan                           | 25. Oktober 1980   | 30. April 1984     |
| Raschid Karami                              | 30. April 1984     | 1. Juni 1987       |
| Selim al-Hoss                               | 1. Juni 1987       | 24. Dezember 1990  |
| Michel Aoun (international nicht anerkannt) | 22. September 1988 | 13. Oktober 1990   |
| Omar Karami                                 | 24. Dezember 1990  | 13. Mai 1992       |
| Rachid Solh                                 | 13. Mai            | 31. Oktober 1992   |
| Rafiq al-Hariri                             | 31. Oktober 1992   | 2. Dezember 1998   |
| Selim al-Hoss                               | 2. Dezember 1998   | 23. Oktober 2000   |
| Rafiq al-Hariri                             | 23. Oktober 2000   | 21. Oktober 2004   |
| Omar Karami                                 | 21. Oktober 2004   | 15. April 2005     |
| Nadschib Miqati                             | 15. April 2005     | 30. Juni 2005      |
| Fuad Siniora                                | 30. Juni 2005      | 9. November 2009   |
| Saad Hariri                                 | 9. November 2009   | 25. Januar 2011    |
| Nadschib Miqati                             | 25. Januar 2011    | 15. Februar 2014   |
| Tammam Salam                                | 15. Februar 2014   | 20. Dezember 2016  |
| Saad Hariri                                 | 20. Dezember 2016  | 21. Januar 2020    |
| Hassan Diab                                 | 21. Januar 2020    | 10. September 2021 |
| Nadschib Miqati                             | 10. September 2021 | 8. Februar 2025    |
| Nawaf Salam                                 | 8. Februar 2025    | amtierend          |